# Nostromo (gruppo musicale)
I Nostromo sono un gruppo musicale grind/metalcore svizzero formatosi a Ginevra nel 1996.

## Formazione
- Javier - voce
- Jéjé - chitarra (Nebra, Mumakil, Kruger, ex-Knut)
- Lad - basso
- Maik - batteria

## Discografia

### Album
- 1998 - Argue
- 2002 - Ecce Lex
- 2004 - Hysteron - Proteron

### Split album
- 2002 - Blockheads/Nostromo (con i Blockheads)

### Singoli
- 1997 - Selfish Blues

### EP
- 2000 - Eyesore